# Podzamcze (jurydyka)

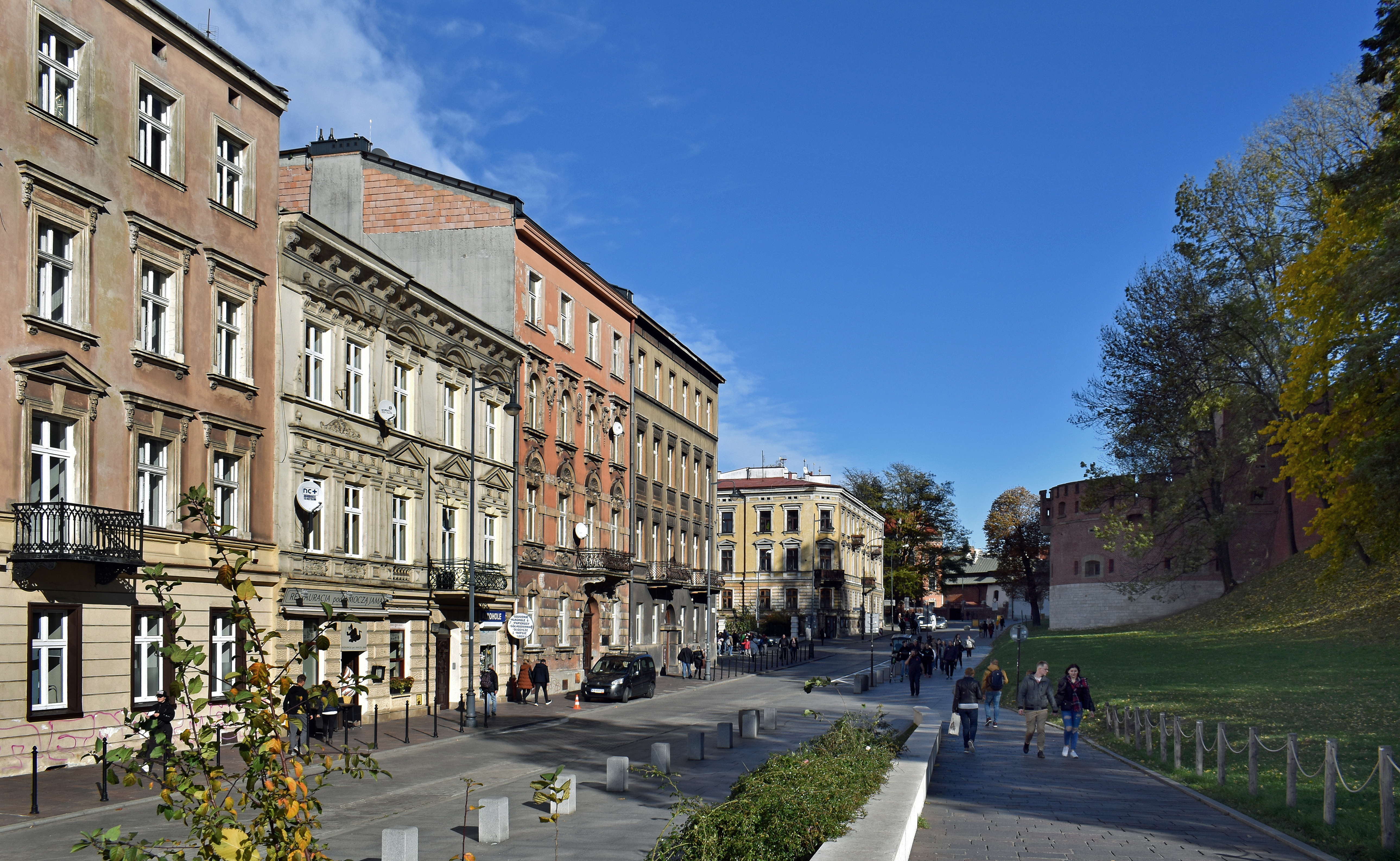
Ulica Podzamcze – teren dawnej jurydyki

Podzamcze – dawna wielkorządowa jurydyka krakowska, zajmująca niegdyś teren u podnóża wzgórza wawelskiego. Od północy graniczyła z jurydyką Groble, od wschodu z murami miejskimi, a od południa z Wawelem.
W czasach wczesnego średniowiecza przez teren jurydyki Podzamcze oraz osadę Okół prowadził trakt handlowy z Rusi na Morawy oraz do Czech. Na terenie osady nad poprowadzoną sztucznie odnogą Rudawy (zasypaną w XIX wieku) znajdowały się młyny królewskie, które uległy zniszczeniu podczas wojny polsko-szwedzkiej oraz łaźnia zamkowa.
Po raz pierwszy jurydyka była wzmiankowana w 1600 wraz z pobliską osadą Rybaki, z której to mieszkańcy trudnili się rybołówstwem. Posiadłość stanowiła własność królewską i była zarządzana przez wielkorządców krakowskich.
Osada należała do parafii Wszystkich Świętych. W 1706 pojawiła się wzmianka o istnieniu na jej terenie urzędu wójtowsko-ławniczego.
W 1632 na terenie jurydyki Podzamcze znajdowało się 16 dworów, dworków i 40 domów. Na jej terenie znajdowały się również zabudowania królewskie m.in.: dwór krakowskiego kasztelana, mennica, stajnie czy pralnia. W drugiej połowie XVII wieku na terenie osady wielkorządca krakowski A. Nalepiec posiadał farbiarnię, magiel, browar i karczmę. Na początku XVIII wieku kilka posiadłości na terenie jurydyki zostało wyburzonych w związku z budową fortyfikacji wzgórza wawelskiego.
W 1789 na terenie jurydyki Podzamcze zanotowano 9 domów oraz około 100 mieszkańców. Od 1991 teren dawnej jurydyki należy do administracyjnej dzielnicy I Stare Miasto.